# بلزهیل
latitudeبلزهیلlongitudeبلزهیل
بلزهیل (به انگلیسی: Bellshill) یک شهرک در اسکاتلند است که در لانارکشر شمالی واقع شده‌است.

## خصوصیات
بلزهیل ۲۰٬۷۰۵ نفر جمعیت دارد.